# Battaglia del golfo di Napoli
La battaglia navale del golfo di Napoli fu una di quelle combattute durante le guerre dei Vespri siciliani. Ha avuto luogo il 5 giugno 1284 di fronte a Castellammare, vinta dagli aragonesi, che riuscirono anche a catturare il comandante avversario Carlo II d'Angiò, "lo zoppo".

## Premesse
Durante le guerre del Vespro, dopo la vittoria nella battaglia navale di Malta del 1283, Ruggero di Lauria, con le proprie galee e quelle catturate, si diresse a provocare gli angioini attaccando la costa calabrese, Napoli e Posillipo. Infine, in assenza di Carlo I d'Angiò, il Principe di Salerno Carlo II d'Angiò armò una flotta per combattere.

## La battaglia
Il 5 giugno del 1284 la flotta di Ruggero di Lauria fu attaccata nei pressi di Napoli dagli angioini sotto il comando di Carlo di Napoli lo zoppo e, dopo il primo contatto, Ruggiero finse di ritirarsi a Castellammare, ma si fermò per iniziare la battaglia in mezzo alle acque del golfo di Napoli.
La flotta catalana, armata con soldati addestrati al combattimento e più abili nelle manovre navali che i cavalieri e i cortigiani francesi, speronò le galee nemiche, tranne le dieci comandate da Enrico De Mari, che fuggì e fu poi catturato dagli aragonesi che presero anche le sue navi.
Gli alleati genovesi di Carlo II avevano raccolto grandi flotte di galee. Ruggiero di Lauria era determinato ad attaccare le galee di Carlo II che erano a Napoli, prima che queste potessero unirsi a quelle alleate e dargli la caccia. Usò la copertura delle tenebre per arrivare a Napoli, dove fece diverse incursioni a terra per cercare di attirare Carlo II in mare aperto dove poteva essere combattuto. La notte prima della battaglia Lauria catturò due galee provenzali in avanscoperta degli alleati di Carlo e del padre Carlo I, che nel frattempo si stava dirigendo a sud proveniente da Genova. Carlo "lo zoppo" aveva ordini precisi di rimanere in porto e attendere i suoi alleati, ma la sua irruenza vinse la sua riluttanza iniziale e dopo che le galere di Lauria si erano molto avvicinate ai napoletani uscì fuori in fila e le inseguì in modo disorganizzato verso sud. Lauria finse una ritirata e si mantenne davanti a loro fino a quando non si avvicinò a 10 galee, o giù di lì, che aveva lasciato nei pressi di Castellammare, poi si girò e formò una formazione a mezzaluna, con le galere riunite dietro a lui, e attaccò la flotta di Carlo II dai lati, dove galee erano più vulnerabili. 15-18 galere di Carlo II, quelle del Regno, fuggirono di nuovo a Napoli, lasciando che le 9-13 galere con equipaggio francese finissero per essere catturate. Nel frattempo combatterono ferocemente nella galea di Capua, comandata da Carlo lo zoppo, fino a quando Ruggiero di Lauria fece attaccare la galera da subacquei per affondarla e gli angioini si arresero. Carlo II d'Angiò fu tenuto prigioniero fino a quando Edoardo I d'Inghilterra intervenne in suo favore nel 1288. A Canfranc, nel nord dell'Aragona, fu trovato un accordo e Carlo II venne liberato sulla parola in cambio di tre dei suoi figli, che rimasero in ostaggio al suo posto.

## Imbarcazioni coinvolte

### Aragonesi-Siciliani (Ruggiero di Lauria)
- circa 29 galee
- qualche naviglio da carico
- qualche piccolo vascello

### Angioini di Napoli (Carlo di Napoli)
- 15-18 galee del Regno di Napoli
- 9-13 galee francesi con equipaggio
- (circa 28 galee totali, probabilmente anche di più)

## Conseguenze
Nei primi mesi del 1285 morì a Foggia Carlo I d'Angiò e Carlo II lo zoppo fu proclamato successore, ma siccome era ancora prigioniero in Catalogna esercitò la reggenza il nipote Roberto d'Artois assieme al legato pontificio Gerardo di Parma. Carlo II d'Angiò fu rilasciato in forza dei trattati d'Oloron e di Canfranc e fu incoronato a Rieti il 29 maggio del 1289 ricevendo dal Papa i titoli di Carlo di Palermo e di re di Sicilia. Venne firmata anche una tregua di due anni, imposta però a causa dei mamelucchi che minacciavano Acri.